# Francesco Golisano
Francesco Golisano est un acteur italien né le 25 juin 1930 à Rome, et mort le 21 décembre 1991 à Velletri.
Son rôle le plus marquant demeure celui de l'innocent et pour Totò dans Miracle à Milan réalisé par Vittorio de Sica.
Il abandonne sa carrière d'acteur après seulement neuf films pour retrouver une vie privée. Il habite à Velletri les vingt dernières années de sa vie. Père de deux enfants, Patrizia (née à Rome) et Fabrizio (né à Velletri), il meurt à 61 ans de causes naturelles en 1991.

## Biographie
En 1948, Francesco Golisano est l'un des acteurs non professionnels sélectionnés par le réalisateur Renato Castellani pour son film Sous le soleil de Rome ; il lui confie le rôle de Geppa, le sans abri qui intègre la bande de Ciro après leur rencontre au Colisée. L'année suivante, les trois principaux acteurs de ce film, Oscar Blando, Liliana Mancini et Francesco Golisano sont engagés par Giorgio Bianchi pour son film Vent'anni. À deux autres reprises, en 1951, ce réalisateur fait tourner Francesco Golisano dans Il caimano del Piave et Porca miseria. Cette même année, Vittorio De Sica le choisit et lui offre l'interprétation de Totò, le rôle principal de son conte poétique Miracle à Milan. La performance de Francesco Golisano lui vaut d'être l'un des cinq nommés au British Academy Film Award du meilleur acteur étranger 1953, remporté par Marlon Brando pour son rôle d'Emiliano Zapata dans Viva Zapata !. Sa carrière cinématographique se termine en 1952 où il est au générique de trois films, 
Una croce senza nome, de Tullio Covaz, Un ladro in paradiso, de Domenico Paolella et Il romanzo della mia vita, de Lionello De Felice.

## Filmographie
- 1948 : Sous le soleil de Rome, de Renato Castellani : Geppa
- 1949 : Vent'anni, de Giorgio Bianchi : Geppa
- 1951 : Miracle à Milan, de Vittorio De Sica : Totò
- 1951 : Il caimano del Piave, de Giorgio Bianchi : Le paysan Ciampin Zoppo
- 1951 : Porca miseria, de Giorgio Bianchi : Carletto[3]
- 1951 : L'eroe sono io!, de Carlo Ludovico Bragaglia[4]
- 1952 : Una croce senza nome, de Tullio Covaz : Ughetto
- 1952 : Un ladro in paradiso, de Domenico Paolella : Gennarino
- 1952 : Le Roman de ma vie (Il romanzo della mia vita) de Lionello De Felice : Piero[5]

## Note et référence
1. ↑  (it) Sergio Trasatti, Renato Castellani, Florence, Nuova Italia, coll. « Il Castoro cinema » (no 109), 1984, 120 p.
2. ↑  (en) « BAFTA Film Award - Awards for 1953 », sur www.imdb.com, Internet Movie Database (consulté le 21 octobre 2011)
3. ↑  (it) « Porca miseria! », sur www.cinematografo.it, Rivista del Cinematografo (it) (consulté le 21 octobre 2011)
4. ↑  (it) « L'eroe sono io! », sur www.cinematografo.it, Rivista del Cinematografo (consulté le 21 octobre 2011)
5. ↑  (it) « Il romanzo della mia vita », sur www.cinematografo.it, Rivista del Cinematografo (consulté le 21 octobre 2011)